# Ship Bottom
Ship Bottom is een plaats (borough) in de Amerikaanse staat New Jersey, en valt bestuurlijk gezien onder Ocean County.

## Demografie
Bij de volkstelling in 2000 werd het aantal inwoners vastgesteld op 1384.
In 2006 is het aantal inwoners door het United States Census Bureau geschat op 1427, een stijging van 43 (3.1%).

## Geografie
Volgens het United States Census Bureau beslaat de plaats een oppervlakte van
2,6 km², waarvan 1,8 km² land en 0,8 km² water. Ship Bottom ligt op ongeveer 3 m boven zeeniveau.

## Plaatsen in de nabije omgeving
De onderstaande figuur toont nabijgelegen plaatsen in een straal van 8 km rond Ship Bottom.